# اوکاگاکی، فوکوئوکا
اوکاگاکی، فوکوئوکا (به لاتین: Okagaki, Fukuoka) یک منطقهٔ مسکونی در ژاپن است که در استان فوکوئوکا واقع شده‌است. اوکاگاکی  ۳۰٬۷۸۱ نفر جمعیت دارد.